# 本郷弓町のクス

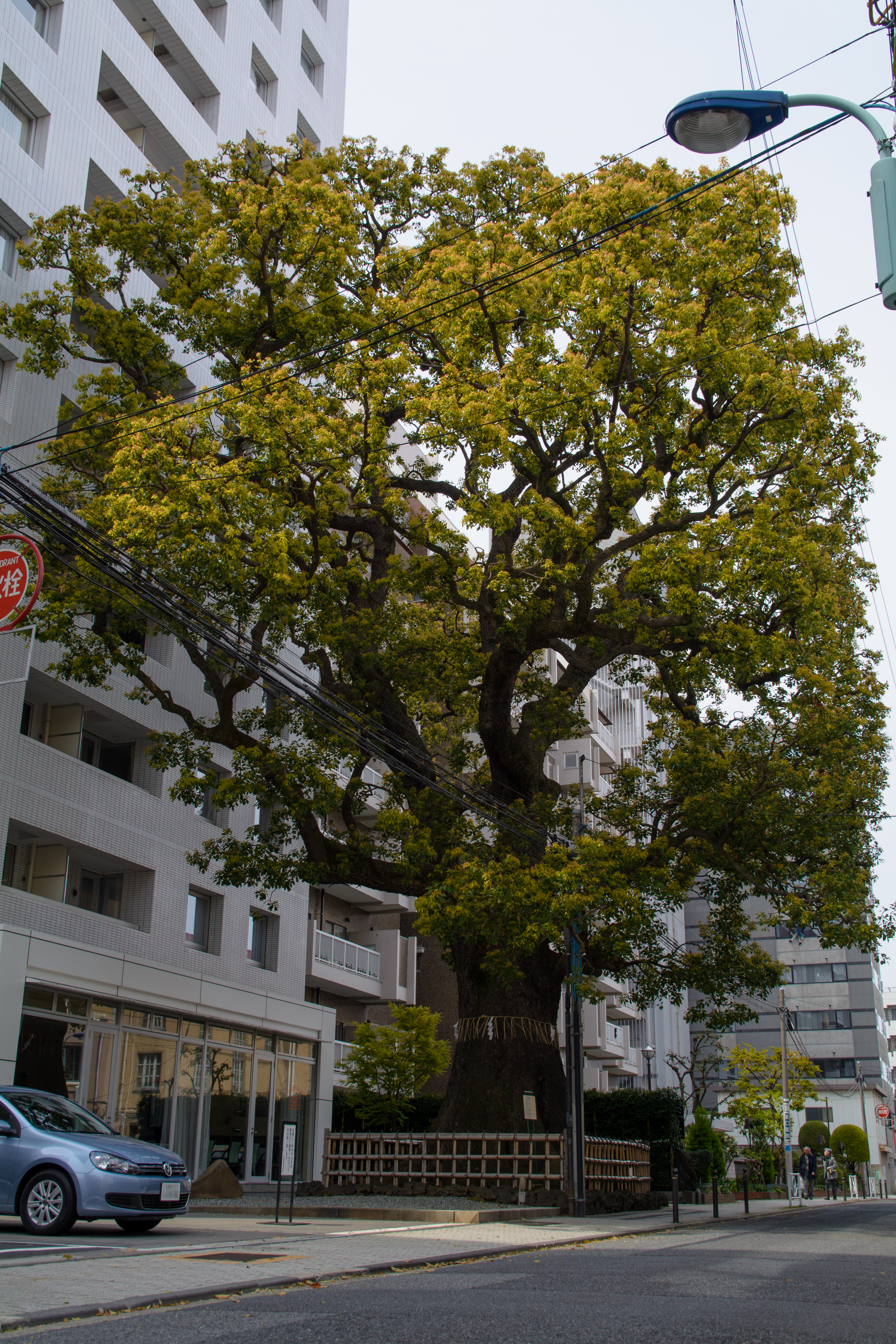
本郷弓町のクス

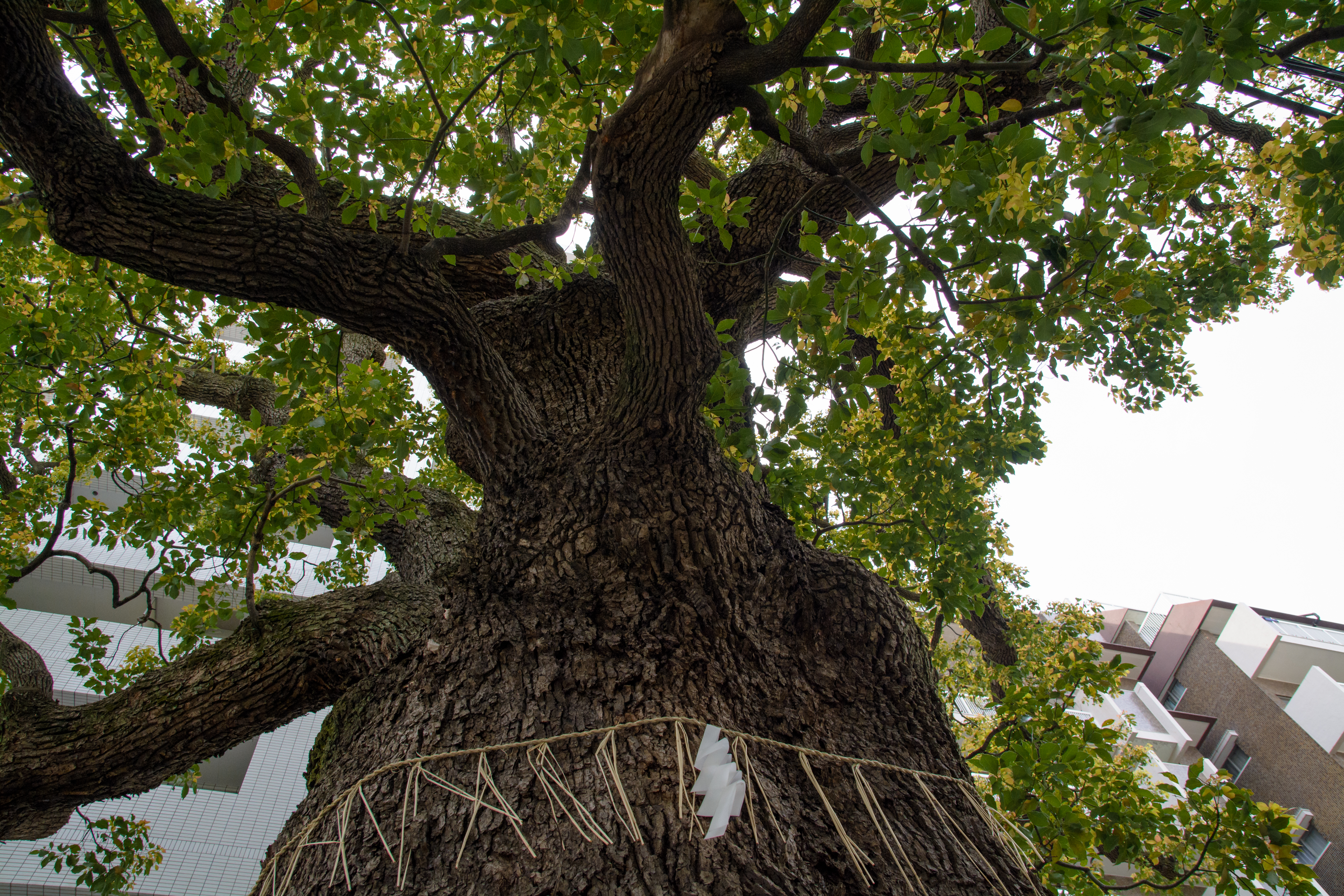
幹を見上げて

本郷弓町のクス（ほんごうゆみちょうのクス）は、東京都文京区本郷1丁目に生育するクスノキの巨木である。推定の樹齢は600年といわれ、江戸時代には『本郷のクスノキ』と呼ばれて名高い木であった。東京都心に残る有数のクスノキの巨木であり、文京区の保護樹木である。

## 由来
本郷3丁目の交差点から後楽園の方向に歩くと、しばらくして左側に大きなクスノキが見えてくる。この木が本郷弓町のクスで、「楠亭の大クス」、「弓町の大クス」という別称でも呼ばれている。推定の樹齢は600年、樹高は20メートル、幹回りは8.4メートルを測る。この木の名称となっている「本郷弓町」（ほんごうゆみちょう）とは、かつての旧町名である。大正期から昭和期にかけて小説家・俳人として活動した矢田挿雲（1882年 - 1961年）が1920年（大正9年）から数年にわたって報知新聞に連載した『江戸から東京へ』という文に、この木が登場する。矢田によると、江戸時代には「本郷のクスノキ」と呼ばれて有名だったといい、『高さ六丈、幹囲一丈六尺に及ぶ魔の如き大楠』と記述している。明治時代の『東京名所図会』では、『弓町一丁目八番地の前を過る者は、何人も其の門内に註連を結びし老楠樹あるを見るべし。一丈餘の上より三幹に分れ、根株の大きさは三圍許あり』と記述している。
この付近は江戸城から見て鬼門にあたり、御弓組与力同心が屋敷を置いていたため「御弓町」と呼ばれていた。江戸末期に作られた本郷界隈の切絵図では、この付近は「甲斐庄喜右衛門」という旗本の屋敷であった。甲斐庄氏は楠木正成の後裔といい、河内国錦部郡甲斐庄（現在の大阪府河内長野市付近）を領有していたことからこの姓を名乗ったという。戦国時代末期に、一族の甲斐庄兵右衛門正治という武士が徳川家康に仕えることになった。正治は200石を給されたが、その子喜右衛門正房の代で600石に加増された。正房は1600年（慶長5年）の関ヶ原の戦いや1614年（慶長19年）の大坂の陣で武功を上げ、先祖の地である河内国に領地をもらって2000石を知行された。甲斐庄氏は正房以後代々「喜右衛門」を名乗り、寛政の頃には知行4000石までに至っている。
幕藩体制が瓦解した後、甲斐庄氏は姓を「楠」と改めたといわれる。御弓町は1872年（明治5年）に町名を「本郷弓町」と改め、さらに1965年（昭和40年）4月1日の住居表示で本郷の一部となって「弓町」の名はわずかに周囲のビル名などに名残を残すのみとなった。甲斐庄氏の後裔は明治時代には屋敷と土地を維持していたが、大正時代初めに別の人に屋敷と土地を譲渡した。新しい所有者は、古い屋敷を取り壊して木造の西洋館を建築した。その西洋館も後には別の人が所有することになったが、この木は敷地の一角に残された。その後西洋館は取り壊されて西側にマンションが建築されたが、この木は大切に保存されていて樹勢も旺盛であり、剪定の際にはクレーン車2台がかりでの作業になるほどという。小説家の司馬遼太郎は1991年にこの木を訪ね、その印象と由来を『街道をゆく 本郷界隈』に記述している。この木は2013年1月現在の時点では特に天然記念物の指定は受けていないが、文京区の保護樹木となっている。

## 交通アクセス
所在地
- 東京都文京区本郷1丁目28番32号

交通
- 東京メトロ丸ノ内線・都営地下鉄大江戸線本郷三丁目駅から徒歩5分、または都営地下鉄大江戸線・都営地下鉄三田線春日駅から徒歩6分[1][2]。